# Башкирське повстання (1755—1756)
Башкирське повстання (1755—1756) — національно-визвольне повстання башкирського народу, викликане захопленням вотчинних земель башкир, зростанням податків, спробами християнізації мусульман, свавіллям адміністрації Оренбурзької губернії.
Приводом послужив сенатський указ від 16 березня 1754 року про заміну ясака закупкою солі з казни (обходилася башкирам у п'ять-шість разів дорожче). Скасування ясака було сприйнято як ліквідація вотчинних прав на землю. Рух очолили Алікаш Суюндуков, Бикбулат Аркаєв, Джілан Іткул, Ісмагил Аіткулов, Кучукбай, мулла Худайберда, Чурагул Мінлібаев та ін.
Основною рушійною силою були башкири. Навесні 1754 року ініціаторами повстання виступило населення бурзянської волості Ногайської дороги; його підтримали жителі південно-східних волостей Ногайської дороги. Були встановлені зв'язки з башкирами Осинської дороги, Казанської дороги і Сибірської дороги, казахами Середнього Жузу. Організатори звернулися до Батирші з пропозицією включитися в підготовку боротьби. Батирші звернувся до мусульманського населення краю з відозвою, в якій виступив щодо захисту інтересів неросійських народів краю і закликав до озброєного виступу.
Початок повстання було призначено на 3 липня 1755 року. 15 травня почався стихійний виступ жителів бурзянської волості під проводом Джілана Іткуля і Худайберди-мулли, вони розправилися з начальником гірськовидобувних робіт Е. Е. Брагіним і його помічниками за скоєні ними насильства. Прибулі з Оренбургу урядові війська провели масові арешти; багато втікали в казахські степи. Місцеві башкирські старшини були замінені старшинами з мішарів, заснований новий опорний пункт уряду — Зілаїрська фортеця.
На початку серпня рух відновився на території Бурзянської волості і поширився на південно-східні волості Ногайської дороги. Повсталі знищили Покровський завод, розорили Ташлінській рудник, Авзяно-Петровські заводи, Вознесенський (Іргізлінській) завод, Преображенський завод та інші підприємства. В кінці серпня в боротьбу вступили башкири Гайнінської волості Осинської дороги на чолі з Чурагулом Мінлібаєвим, Акбашем Андрюшевим, Мустаєм Теребердіним. Однак після переходу Туктамиша Іжбулатова на сторону влади рух було роз'єднано.
Ідеолог повстання Батирші не наважився на відкритий виступ, що призвело до зриву розпочатого руху башкир Осинської і Сибірської доріг. Із закликом припинити повстання і принести повинну до населення 14 серпня звернувся оренбурзький губернатор І. І. Неплюєв, 1 вересня — імператриця Єлизавета Петрівна. 26 вересня 1755 пішли маніфести імператриці з оголошенням про поступки служивим і ясашним мурзам і татарам (дозвіл татарським мусульманам будувати мечеті, зняття недоїмок, повернення незаконно зібраних подушних грошей та ін.) за їх допомогу в придушенні повстання.
У Башкортостан були спрямовані урядові війська (близько 25 тис. солдатів, драгунів і козаків). Владу засмутив союз башкир з казахами. Делегація, очолювана генерал-майором А. І. Тевкелевим, зуміла переконати казахів видати башкир, які сховалися у них, за винагороду. З повстанців, що переховувалися у казахів (50 тисяч військових і членів їх сімей) повернулося додому не більше 12-15 тисяч осіб.
На території Ногайської дороги повстання тривало до весни 1756. Тисячі повстанців загинули в боях з урядовими військами, чимало аулів були розорені і спалені. Багато учасників повстання були відправлені в солдати і матроси, частина заслана на каторгу в фортецю Рогервік. Уряд відновив право башкир звертатися з проханнями безпосередньо до імператора, зменшив кількість поштових (Ямських) станцій, які утримували башкири, скасував для башкирів і мішарів повинність з перевезення казенного лісу в Оренбург, заборонив самовільне захоплення башкирських земель і відмовився від політики насильницької християнізації Поволжя.